# Wereldbeker schaatsen 2020/2021 - Wereldbeker 1
De wereldbeker schaatsen 2020/2021 – Wereldbeker 1 was de eerste van twee wedstrijden in het wereldbekerseizoen en vond plaats op 22, 23 en 24 januari 2021 in ijshal Thialf te Heerenveen. Oorspronkelijk waren er zes wereldbekerwedstrijden gepland in respectievelijk Tomaszów Mazowiecki, Stavanger, Salt Lake City, Calgary, Changchun en Heerenveen, maar deze werden vanwege de coronapandemie vervangen door twee wedstrijden in een 'bubble' zonder publiek in Heerenveen.

## Tijdschema
| Datum               | Onderdeel                                                                                          |
| ------------------- | -------------------------------------------------------------------------------------------------- |
| Vrijdag 22 januari  | ploegenachtervolging vrouwen ploegenachtervolging mannen halve finales massastart                  |
| Zaterdag 23 januari | 1500 m vrouwen 1500 m mannen 1e 500 m vrouwen 1e 500 m mannen massastart vrouwen massastart mannen |
| Zondag 24 januari   | 2e 500 m vrouwen 2e 500 m mannen 3000 m vrouwen 5000 m mannen 1000 m vrouwen 1000 m mannen         |

## Podia

### Mannen
| Wedstrijd            | Goud                                               | Tijd              | Zilver                                                                   | Tijd              | Brons                                             | Tijd              |
| 1e 500 m             | Dai Dai N'tab Nederland                            | 34,55             | Laurent Dubreuil Canada                                                  | 34,65             | Roeslan Moerasjov Rusland                         | 34,66             |
| 2e 500 m             | Artjom Arefjev Rusland                             | 34,45             | Dai Dai N'tab Nederland                                                  | 34,65             | Lennart Velema Nederland                          | 34,74             |
| 1000 m               | Thomas Krol Nederland                              | 1.07,48           | Kai Verbij Nederland                                                     | 1.07,57           | Pavel Koelizjnikov Rusland                        | 1.07,63           |
| 1500 m               | Thomas Krol Nederland                              | 1.43,24           | Patrick Roest Nederland                                                  | 1.44,45           | Kjeld Nuis Nederland                              | 1.44,66           |
| 5000 m               | Patrick Roest Nederland                            | 6.05,14           | Sven Kramer Nederland                                                    | 6.11,80           | Sergej Trofimov Rusland                           | 6.11,94           |
| Massastart           | Arjan Stroetinga Nederland                         | 60 punten 7.18,90 | Livio Wenger Zwitserland                                                 | 40 punten 7.19,16 | Bart Swings België                                | 20 punten 7.19,33 |
| Ploegenachtervolging | Nederland Chris Huizinga Sven Kramer Beau Snellink | 3.40,33           | Noorwegen Hallgeir Engebråten Allan Dahl Johansson Sverre Lunde Pedersen | 3.41,62           | Canada Jordan Belchos Ted-Jan Bloemen Connor Howe | 3.41,71           |

### Vrouwen
| Wedstrijd            | Goud                                                     | Tijd              | Zilver                                                  | Tijd              | Brons                                                    | Tijd              |
| 1e 500 m             | Femke Kok Nederland                                      | 37,08             | Angelina Golikova Rusland                               | 37,30             | Heather McLean Canada                                    | 37,36             |
| 2e 500 m             | Femke Kok Nederland                                      | 37,27             | Angelina Golikova Rusland                               | 37,30             | Olga Fatkoelina Rusland                                  | 37,40             |
| 1000 m               | Brittany Bowe Verenigde Staten                           | 1.13,60           | Jorien ter Mors Nederland                               | 1.13,94           | Femke Kok Nederland                                      | 1.14,07           |
| 1500 m               | Brittany Bowe Verenigde Staten                           | 1.53,88           | Ireen Wüst Nederland                                    | 1.54,57           | Antoinette de Jong Nederland                             | 1.54,71           |
| 3000 m               | Irene Schouten Nederland                                 | 3.57,15           | Antoinette de Jong Nederland                            | 3.58,52           | Joy Beune Nederland                                      | 3.58,90           |
| Massastart           | Irene Schouten Nederland                                 | 64 punten 8.34,02 | Ivanie Blondin Canada                                   | 40 punten 8.34,46 | Marijke Groenewoud Nederland                             | 22 punten 8.34,57 |
| Ploegenachtervolging | Canada Ivanie Blondin Valérie Maltais Isabelle Weidemann | 2.56,71           | Nederland Carlijn Achtereekte Melissa Wijfje Ireen Wüst | 2.57,04           | Noorwegen Marit Fjellanger Bøhm Ida Njåtun Ragne Wiklund | 2.59,24           |